# 鄺元樂
鄺元樂（16世紀—16世紀），字和仲，號五嶺先生，廣東廣州府南海縣人，明朝政治人物。

## 生平
鄺元樂是弘治十五年進士鄺約的侄子，嘉靖十年（1531年）中舉人，次年（1532年）會試中副榜，授廣德州知州，釋放當地冤獄，改任鬱林時重修城南的瑞虹橋，再補任寧海，抵抗流賊有功，辭官後回到廣州講學，八十歲去世，有《五嶺山人文集》流傳。

## 引用
1. 1 2  同治《南海縣志·卷三十六·列傳五》：鄺約，字文博，號古潭，扶南伯和鄉人……宏治辛酉鄉薦，壬戌進士……姪元禮、元樂、元祥、彥舉……元樂字和仲，號五嶺，嘉靖辛卯鄉薦，乙榜進士，授廣德知州，能雪冤獄；調鬱林，倡修瑞虹橋，補山東寧海州，捍禦流賊有功于民，後歸羊城講學，人稱五嶺先生，卒年八十。
2. ↑  《古今圖書集成》·方輿彙編·職方典·卷一千四百三十一·梧州府部彙考三：鬱林州……瑞龍橋 在城南半里，舊名安遠橋，元延祐元年建。永樂八年，知州陳銘重建。嘉靖間，知州鄺元樂重修。